# Barneville-Carteret

Barneville-Carteret este o comună în departamentul Manche, Franța. În 1 ianuarie 2022 avea o populație de 2.181 de locuitori.